# N'dalatando
N'dalatando je grad u Angoli, glavni grad provincije Cuanza Norte. Tijekom portugalske vladavine zvao se Vila Salazar, u čast diktatora Antónia de Oliveire Salazara. Nalazi se dvjestotinjak kilometara istočno od glavnog grada, Luande.
Grad je sjedište biskupije N'dalatando, koja je nastala 1990. odlukom pape Ivana Pavla II. o raspuštanju luandske nadbiskupije.
Prema procjeni iz 2010. godine, N'dalatando je imao 46.606 stanovnika.